# عقاب مارخور بودون
عقاب مارخور بودون (نام علمی: Circaetus beaudouini) نام یک گونه از سرده عقاب مارخور است.